# Косенков, Пётр Георгиевич
Пётр Георгиевич Косенко́в (1923—1974) — майор Рабоче-крестьянской Красной Армии, участник Великой Отечественной войны, Герой Советского Союза (1945).

## Биография
Пётр Косенков родился 24 марта 1923 года в деревне Большие Кучки Корсинской волости Тарского уезда Омской губернии. В 1941 году он окончил педагогический техникум. В сентябре того же года Косенков был призван на службу в Рабоче-крестьянскую Красную Армию. С июня 1942 года — на фронтах Великой Отечественной войны. В 1944 году Косенков окончил курсы младших лейтенантов, после чего командовал ротой 360-го стрелкового полка 74-й стрелковой дивизии 57-й армии 3-го Украинского фронта. Отличился во время форсирования Дуная.
7 ноября 1944 года рота Косенкова переправилась через Дунай в районе югославского города Апатин и захватила плацдарм, после чего отразила ряд немецких контратак, удержав захваченные позиции.
Указом Президиума Верховного Совета СССР от 24 марта 1945 года младший лейтенант Пётр Косенков был удостоен высокого звания Героя Советского Союза с вручением ордена Ленина и медали «Золотая Звезда».
После окончания войны в звании майора Косенков был уволен в запас. Проживал в Омске. После окончания Красноярского лесотехнического института работал заместителем директора Тарского леспромхоза Омской области, затем начальником комбината «Омсклес». Скончался 11 июня 1974 года. Похоронен на Старо-Северном мемориальном кладбище города Омска.

## Награды
- Медаль «Золотая Звезда»;
- Орден Ленина;
- Орден Октябрьской Революции;
- Орден Красной Звезды;
- Медали.

## Память
- Памятная стела в посёлке Береговом Омской области (установлена в 2013)[3].